# 沟坝遗址
沟坝遗址是一个位于山东省东平县梯门镇西沟流村的古遗址，1994年被列为泰安市市级文物保护单位。
该遗址东接西沟流村，北接大山，其范围南北长70米，东西宽90米，遗址高出四周3~6米，20厘米下为灰褐色文化层，文化层深约五米，据判断为商周时期遗址。

## 出土文物
- “龙骨”：1958年在遗址地下六米处出土的一具大型动物化石，当地民众称为“龙骨”。
- 青铜剑
- 烧土块、兽、骨、罐、豆、青铜削等[2]。